# 通達諾火山
通達諾火山（英語：Mount Tondano）是一座位於印度尼西亞蘇拉威西島北蘇拉威西省的火山，其破火山口面積為30（19英里）×20（12英里），預估形成時期在中新世晚期或上新世早期的一次大規模噴發。在火山口附近可發現火山碎屑錐、黑曜岩礦床，地熱區域等，其東側為通達諾湖。
一座長5（3.1英里），寬3.5（2.2英里）的橢圓形火山口名為Pangolombian，其位於通達諾火山口內，預估形成時期在早期的外轮山火山一次大規模噴發形成。
至近代時，索馬火山周圍形成索普坦火山、森普火山、洛孔-恩蓬火山、馬哈武火山，而這些火山圍繞著通達諾火山口輪緣，其中索普坦火山最年輕，也是目前最活耀的火山。目前調查顯示，通達諾火山口是地熱能的潛在來源，若開發能提供電力給火山口附近不斷增長的人口。印度尼西亞的能源需求近年一直在增長，而通達諾火山系統可能為蘇拉威西島北部數千居民提供乾淨的綠色能源。